# Улица Леси Украинки (Киев, Подольский район)
У́лица Ле́си Украи́нки (укр. ву́лиця Ле́сі Украї́нки) — улица в Подольском районе города Киева, местность посёлок Шевченко. Пролегает от Млиевской улицы до тупика у Золочевского переулка.
Примыкает Лысянская улица.

## История
Улица возникла в начале XX века. Под современным названием в честь украинской поэтессы Ларисы Косач-Квитки (Леси Украинки) известна с 1922 года.